# رود ساولک
رود ساولک (انگلیسی: Savlek) یک رودخانه در سرزمین پرم کشور روسیه است.